# Organisation professionnelle des transports d'Île-de-France
Optile (Organisation Professionnelle des Transports d'Île-de-France, ossia Organizzazione Professionale dei Trasporti dell'Île-de-France), è una compagnia di trasporto pubblico creata nell'ottobre 2000 dall'unione di diverse compagnie private di autobus che servivano le periferie di Parigi. Decide i percorsi degli autobus sottoposti all'autorità dello STIF, l'autorità nei trasporti della regione.
I Bus Optile sono dei bus, appartenenti ad un consorzio privato che operano nel servizio di trasporto urbano della Île-de-France.
Mentre le linee della RATP servono Parigi ed i comuni confinanti, quelle dell'Optile servono le località della fascia più esterna.
Lo STIF, ha assegnato all'Optile, nel 2008, un finanziamento di 491 milioni di euro.

## Scopo
Optile è stata creata per rappresentare le imprese associate presso gli organi pubblici che regolano il trasporto nella regione di Parigi. Essa ha l'incarico di coordinare la sua attività, migliorare la rete, gestire il rinnovamento dei mezzi in funzione degli stanziamenti ricevuti dallo STIF e consentire una duratura economicità di gestione alle imprese associate.
Altra sua missione è quella di rendere sempre più visibile il marchio Optile in modo da renderlo sempre più conosciuto ai potenziali clienti.

## Dati (2005)
- 1.070 linee regolari
- 1.100 su 1.300 comuni dell'Île-de-France serviti
- 24.000 fermate
- 4.600 autisti
- 250 milioni di passeggeri per anno